# Macarrão dandan
Macarrão dandan ou dandanmian, literalmente "macarrão de vara de transporte", é um prato de macarrão originário da culinária chinesa de Sichuan. Consiste em um molho picante geralmente contendo vegetais em conserva (muitas vezes incluindo zha cai (榨菜), hastes de mostarda alargadas ou ya cai (芽菜), talos de mostarda superiores), óleo de pimenta, pimenta de Sichuan, carne de porco picada e cebolinha servida com macarrão. O prato pode ser servido seco ou como sopa de macarrão.
O dandanmian originou-se em Chengdu, capital da província de Sichuan. O prato original é servido sem sopa em uma tigela pequena coberta com molho de carne e legumes em conserva, com amendoim e cebolinha servidos por cima. A variante da sopa é de Hong Kong e é mais difundida no resto da China, mas é incomum na própria Sichuan, onde o estilo tradicional domina.
Pasta de gergelim ou manteiga de amendoim às vezes é adicionada e ocasionalmente substitui o molho picante, geralmente no estilo sino-estadunidense do prato.  Neste caso, dandanmian é considerado uma variação de ma jiang mian (麻醬麵), macarrão com molho de gergelim, embora ma jiang mian geralmente se refere a um prato específico de Xangai.

## Origem e nome

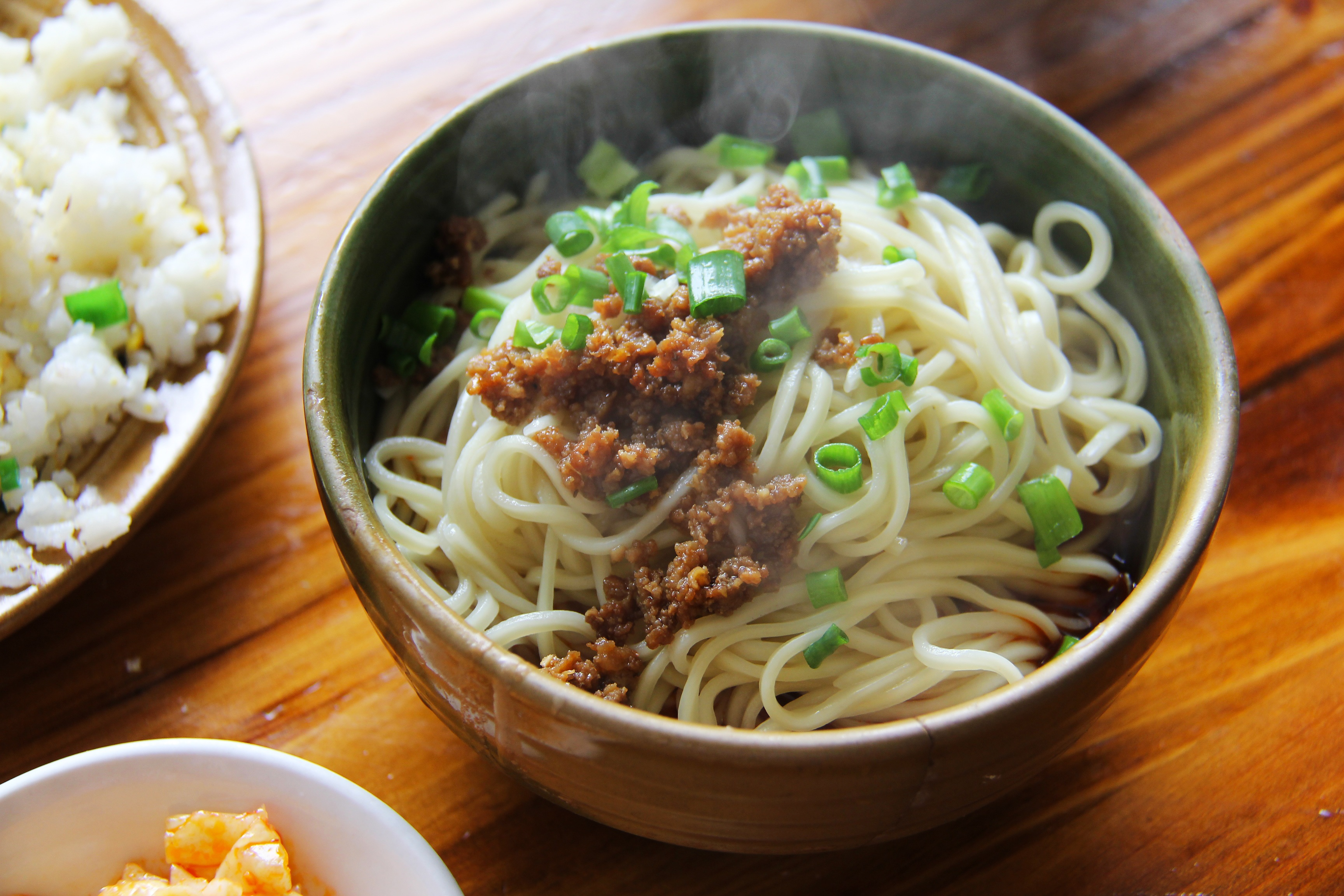
Macarrão dandan

O nome refere-se a um tipo de vara de transporte (dan dan) que era utilizado por vendedores ambulantes que vendiam o prato aos transeuntes. A vara era carregada no ombro, com duas cestas contendo macarrão e molho presas em cada extremidade. Como o macarrão era acessível devido ao seu baixo custo, a população local gradualmente passou a chamá-lo dandan, referenciando os vendedores ambulantes. O nome pode ser traduzido diretamente como 'macarrão carregado em uma vara', mas pode ser melhor traduzido como 'macarrão de mascate'.